# Cinara indica
Cinara indica är en insektsart. Cinara indica ingår i släktet Cinara och familjen långrörsbladlöss. Inga underarter finns listade i Catalogue of Life.